# جون نيل (سياسي)
جون نيل هو سياسي كندي، ولد في 1808.